# Journée mondiale de la radio
La journée mondiale de la radio (en anglais, World Radio Day) est célébrée le 13 février. Cette date a été entérinée par l'UNESCO le 3 novembre 2011 lors de sa 36e conférence, à la suite de la proposition initialement faite par l'Espagne. 

## Éditions

### Édition 2013
Événement de la Journée mondiale de la radio 2013 au Siège de l'UNESCO, Paris
Les célébrations de la Journée mondiale de la radio 2013 ont été largement couvertes par les actualités et les médias sociaux du monde entier. Le personnel de l' UNESCO a donné 75 interviews aux médias et 130 événements enregistrés ont eu lieu et ont touché plus de 150 millions d'auditeurs dans le monde. Des interviews audio de l'UNESCO avec des ambassadeurs de bonne volonté de l'UNESCO, des artistes pour la paix et des leaders d'opinion bien connus ont donné lieu à plus de 10 000 pièces sur la page thématique SoundCloud en février. La "Journée mondiale de la radio" est devenue l'un des 10 principaux sujets de tendances mondiales sur Twitter tout au long de la journée. Le site Web de la Journée mondiale de la radio a reçu plus de 90 000 pages vues en janvier et février 2013. La promotion de la journée a compté avec plusieurs partenaires

### Édition 2014
La Journée mondiale de la radio 2014 avait pour thème l'égalité des sexes et l'autonomisation des femmes à la radio, proposée par l'UNESCO.

### Édition 2015
La Journée mondiale de la radio 2015 s'est tenue le 13 février 2015 sur le thème de la jeunesse et de la radio , dans le but d'augmenter la participation des jeunes à la radio. 

### Édition 2016
La Journée mondiale de la radio 2016 s'est tenue le 13 février 2016 sur le thème de la radio en période d'urgence et de catastrophe , dans le but de créer des partenariats avec le secteur humanitaire et d'urgence, ainsi qu'avec la communauté en général. 

### Édition 2017
Le 13 février 2017, la Journée mondiale de la radio avait pour thème « la radio c'est vous ».

### Édition 2018
Le 13 février 2018, la Journée mondiale de la radio a eu pour thème « Radio et sports ». Dans ce cadre, du 13 février au 15 avril 2018, s'est tenue la 4e édition du concours international 60 secondes radio, lancée à l'occasion de cette Journée mondiale de la radio.

### Édition 2019
Le 13 février 2019, la 8e édition de la Journée mondiale de la radio a encouragé les décideurs à développer l'accès à l'information par le biais de la radio. Le thème de cette édition était « Dialogue, tolérance et paix ».

### Édition 2020
Pour la journée du 13 février 2020, l'UNESCO a choisi comme thème la diversité, autant dans les types de diffuseurs, que dans les rédactions et les programmes.
À l'occasion de cette journée, les étudiants de l'école des médias « SudFormadia » organisent un rendez-vous promotionnel envers la radio et ses métiers, en retraçant en particulier l'histoire de ce média en France et sur Toulouse.
En Afrique, la diversité sera mise à l'honneur par 24 radios de 24 pays différents qui programmeront en même temps des personnalités africaines dont le discours est lié à la thématique des migrations, sujet à la fois sensible et crucial pour l'ensemble du continent.

### Édition 2021
Pour ce 13 février 2021, la Journée Mondiale de la Radio 2021 (JMR 2021), l’UNESCO invite les stations à célébrer le 10e anniversaire de cet événement et plus d’un siècle de radio.
Cette édition de la JMR met l’accent sur trois sous-thèmes : 
- EVOLUTION. Le monde change, la radio évolue. Ce sous-thème fait référence à la résilience de la radio, à sa pérennité;
- INNOVATION. Le monde change, la radio s’adapte et innove. La radio a dû s’adapter aux nouvelles technologies pour rester le média de la mobilité par excellence, accessible à tous et partout;
- CONNEXION. Le monde change, la radio connecte. Ce sous-thème met en lumière les services rendus par la radio à notre société/Catastrophes naturelles, crises socioéconomiques, épidémies, etc[9]…

À cette occasion, les étudiants de l'école des médias « SudFormadia » organisent un évènement qui a pour objectif  de promouvoir la radio à travers son évolution et de comprendre comment ce média s’adapte aux nouvelles technologies. Cette journée comprendra 6 heures dans deux émissions différentes et des séquences Off le tout diffusé en live sur Youtube, Facebook et Twitch et en FM sur une dizaine de radios d'Occitanie.